# Pérotin
Pérotin (in latino magister Perotinus magnus; Parigi, 1160 circa – 1230 circa) è stato un compositore francese, che appartenne alla celebre Scuola di Notre-Dame a Parigi.

## Biografia
Pérotin (o anche Perotino), fu un compositore francese, la cui attività culminò fra gli ultimi anni del XII secolo e i primi anni del tredicesimo. È stato l'esponente di spicco della cosiddetta Scuola di Notre-Dame ed è uno dei pochissimi compositori della sua epoca di cui ci sia stato tramandato il nome e di cui sia certa l'attribuzione almeno di alcune composizioni.
Contribuì all'ampliamento del Magnus Liber Organi ("Grande libro di organum", una raccolta di composizioni musicali messa insieme dal magister Leoninus). Aumentò il numero delle voci superiori e compose organa a tre e a quattro voci (organa tripla e quadrupla).
Le opere attribuite a Pérotin includono: il Viderunt omnes e il Sederunt Principes a quattro voci, l'Alleluia, a tre voci; Dum sigillum summi Patris a due voci e la monodia Beata viscera. Il Viderunt omnes fu eseguito per la prima volta nella cattedrale di Notre-Dame a Parigi il giorno di Natale del 1198 e questa è la prima data certa di tutta la storia della musica. Il Sederunt Principes fu eseguito invece il 26 dicembre 1199, sempre nella cattedrale di Parigi. Viene citato dall'Anonimo IV e definito: "optimus discantor" (ottimo compositore di discanti).

## Opere
- Viderunt omnes (1198)
- Sederunt principes (1199)
- Alleluia Posui adiutorium
- Alleluia Nativitas
- Dum sigillum summi Patris
- Beata viscera (ca. 1220)